# Hornsittich
Der Hornsittich (Eunymphicus cornutus) ist eine Papageienart aus der Gattung der Hornsittiche (Eunymphicus). Es werden zwei Unterarten anerkannt.

## Merkmale
Der Hornsittich erreicht eine Länge von 32 Zentimetern und wiegt zwischen 100 und 150 Gramm. Sein Gefieder ist überwiegend hellgrün, durchsetzt mit gelbgrünen Flecken. Die Stirn und der Oberkopf sind rot, der dort ansetzende Federkamm ist schwarz und hat rote Enden. Das Gesicht ist schwarz bis schwarz-grün, damit kontrastiert das Auge mit seiner roten Iris. Hinter dem Auge bis in den Nacken ist das Gefieder gelb. Der nicht aufrichtbare Kamm besteht aus vier deutlich auseinander stehenden Federn. Die Außenfahnen der Handschwingen sind blau, die Innenfahnen schwarz. Die Armdecken sind wie die überwiegende Körperbefiederung grün. Die Schwanzfedern sind blau-grün. Beine und Füße sind grau. Der Schnabel ist an der Basis hellgrau und zu den Rändern und zur Spitze hin dunkelgrau.
Männliche Tiere sind deutlich größer als weibliche, außerdem ist ihr Schnabel größer.
Der Ruf des Hornsittichs wird als kho-khoot beschrieben. Die Sittiche verhalten sich ruhig, wenn sie sich in den Baumkronen aufhalten. Beim Flug über eine Freifläche können sie jedoch überaus geräuschvoll sein. Ihr Flug ist wellenförmig.

## Unterarten

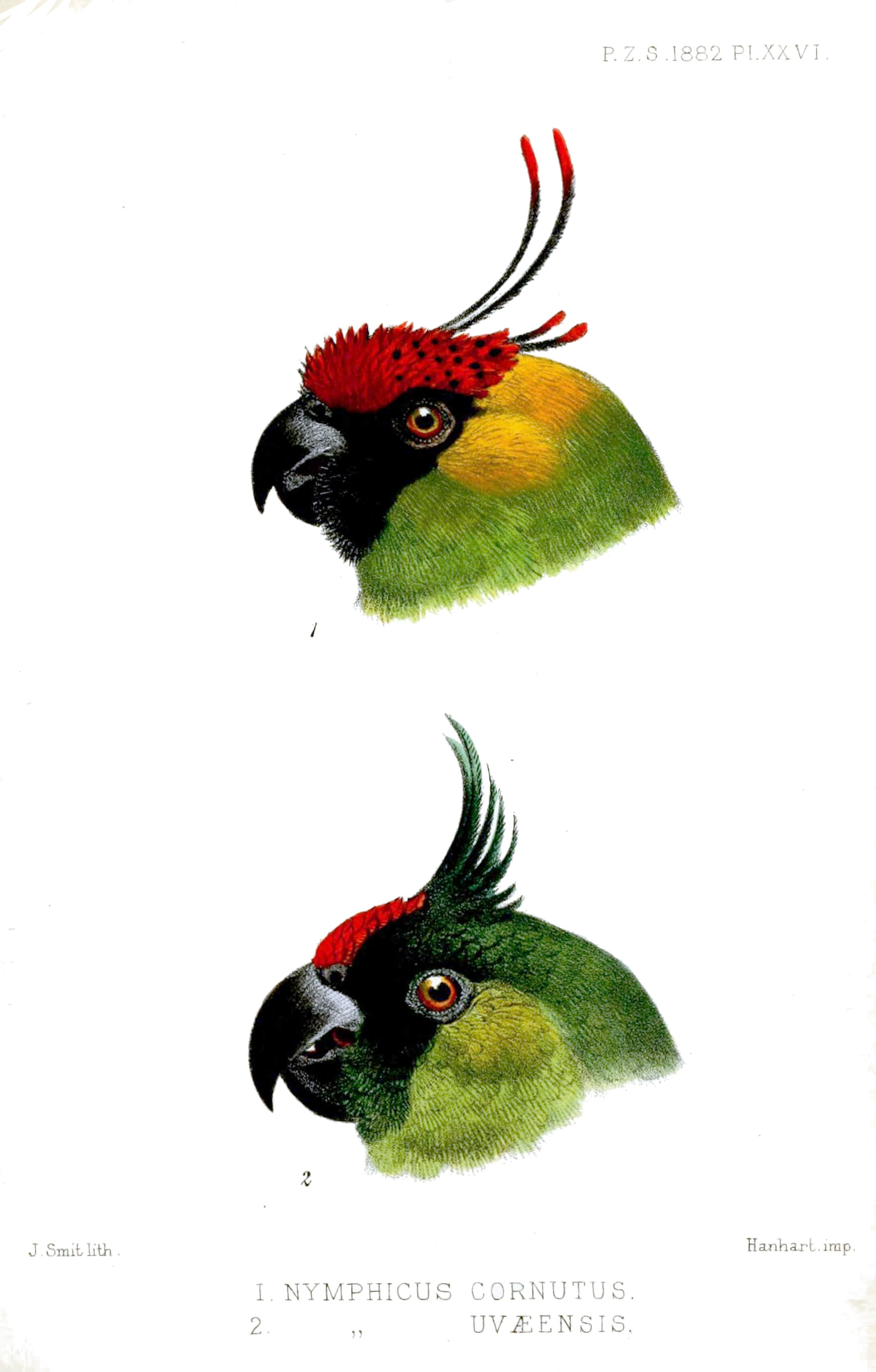
Vergleich der beiden Unterarten, unten der Ouveasittich.

Die bisherige Unterart Eunymphicus cornutus uvaeensis ist inzwischen als eigene Art Ouveasittich anerkannt.
- Der Ouveasittich (Eunymphicus uvaeensis E. L. & E. L. C. Layard, 1882) kommt nur auf der Insel Ouvéa vor. Bei ihm zeigt nur die Stirn rote, anliegende Federn. Der Federkamm besteht aus dunkelgrünen Federn und der Hinterkopf weist keine gelbe Färbung auf. Er besitzt eine dunkelgrüne Maske, welche sich zu den Wangen hin scharf von der hellgrünen Befiederung abgrenzt, zum Hinterhaupts- und Nackengefieder jedoch farblich ins Hellgrün verschwimmt.

## Verhalten
Hornsittiche leben paarweise oder auch in Kleingruppen. Dies wurde in den Monaten April bis Juni vermehrt beobachtet. Auf der Suche nach Nahrung, welche überwiegend aus Samen und Nüssen besteht, halten sich die Tiere in Baumkronen auf. Zur Aufnahme der Nahrung wird diese mit einem Fuß festgehalten und dann mit dem Schnabel bearbeitet. Es wird angenommen, dass Hornsittiche im australischen Winter von Juni bis September auf ihrer Nahrungssuche in Gruppen durch verschiedene Habitate wandern. Dabei spaltet sich die Gruppe allerdings nicht in kleinere Gruppen auf.
Hornsittiche kommen auch bis in ländliche Siedlungen und Freiflächen vor.

## Fortpflanzung
Die Brutzeit der Hornsittiche dauert von August bis Januar. Dabei werden die Nester unter Felsen und umgestürzten Baumstämmen in Bodennähe angelegt. Außerdem hat man erst kürzlich den Bau von Nestern in Baumhöhlen entdeckt. Es tritt keine Territorialität während der Brut auf oder sie ist nur sehr schwach ausgeprägt.
Das Gelege besteht aus zwei bis vier, meist aus drei Eiern, welche circa 21 Tage bebrütet werden. Während der Brut sitzt nur das Weibchen auf dem Nest und verlässt es nur zur Nahrungsaufnahme kurz, wenn es das Männchen ruft, welches sie füttert. Dies kann am Tag zwischen vier- und sechsmal der Fall sein.
Die Jungtiere schlüpfen innerhalb von 48 Stunden. Sie sind beim Schlupf blind, haben einen weißen Flaum und wiegen zwischen fünf und sechs Gramm. Sie werden von beiden Elternteilen gefüttert. Nach 10 bis 15 Tagen öffnen sie die Augen. Bis dahin ist ihnen ein dichterer grauer Flaum gewachsen. Innerhalb von drei Wochen sind die Flügel- und Schwanzfedern gewachsen und innerhalb von sechs Wochen ist die Körperbefiederung vollständig. Zu diesem Zeitpunkt ist der Schnabel noch gelb, der Kamm rot. Der Schnabel verfärbt sich innerhalb der nächsten drei bis sechs Monate schrittweise grau und das Gefieder gleicht sich den adulten Tieren an. Die Überlebensrate der Jungtiere nach 30 Tagen liegt bei 50 Prozent. Die Geschlechtsreife erlangen weibliche Hornsittiche im Alter von zwei Jahren, männliche Tiere im Alter von drei Jahren.
Zweitbruten sind möglich, scheinbar abhängig vom Erfolg der Erstbrut. Ein großer Anteil der adulten Hornsittiche reproduziert jedoch nicht.
Theuerkauf et al. (2009) konnten durch Filmen an zwei Nestern über fünf Jahre bei Hornsittichen im Freiland kooperatives Brüten belegen, wobei zwei unterschiedlich große Männchen mit einem Weibchen zusammenlebten und beide Männchen die Nestlinge und das Weibchen fütterten.

## Verbreitung und Lebensraum

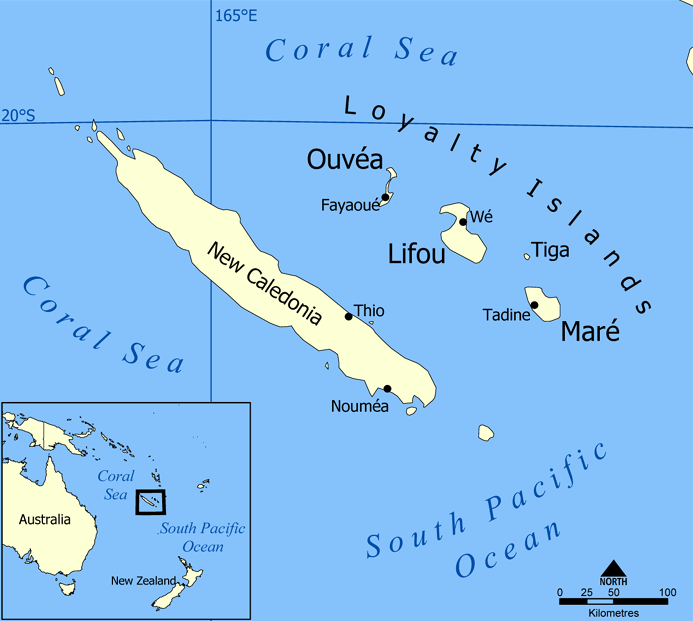
Neukaledonien und benachbarte Inseln

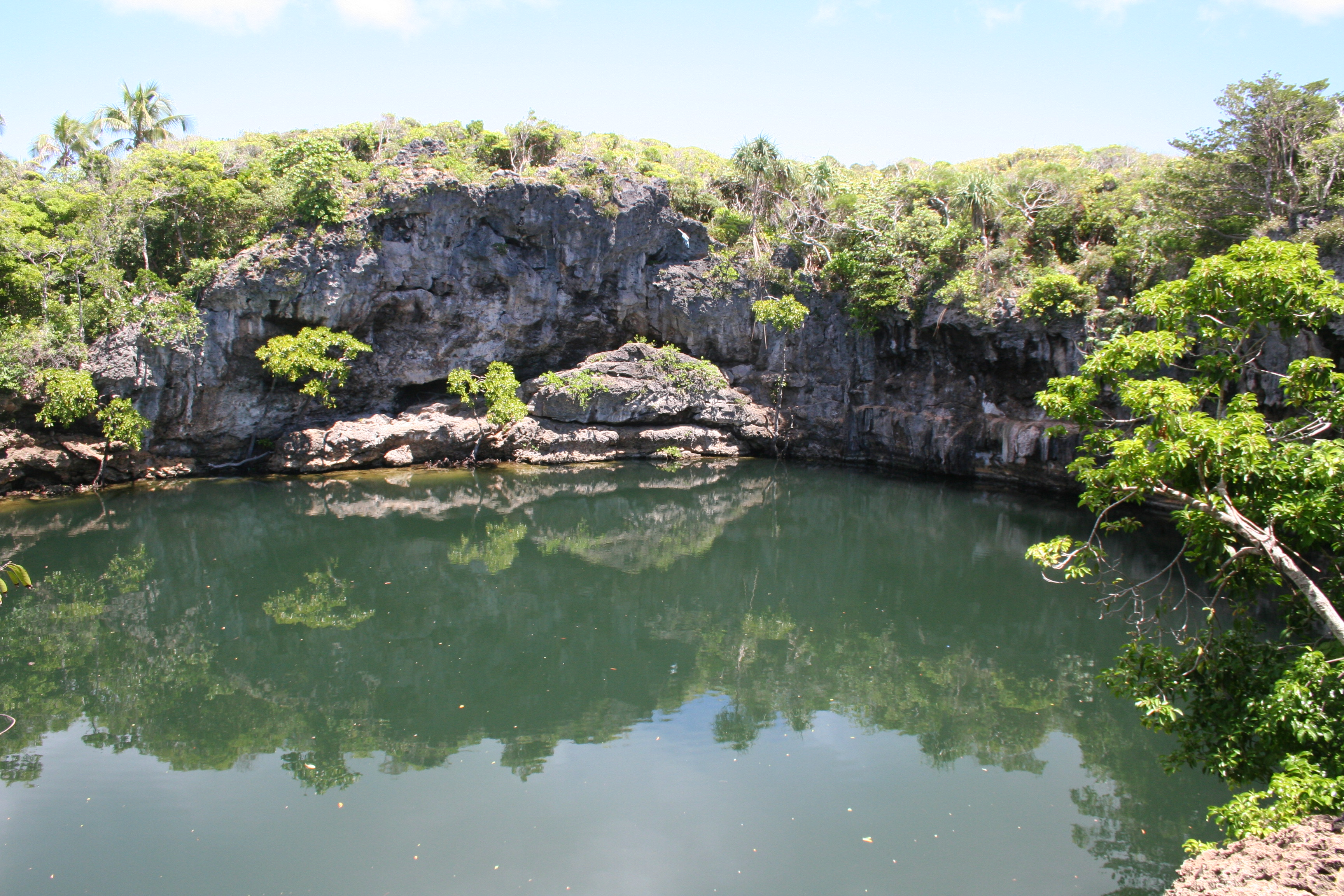
Landschaft auf Ouvéa

Der Hornsittich ist ein Endemit Neukaledoniens. Dort ist er ungleichmäßig in Feuchtwäldern, Savannen und Buschland zu finden. Seine Verbreitung erstreckt sich von Tälern bis auf Höhenlagen von 1500 Metern über dem Meeresspiegel.

## Bestand und Gefährdung
Die IUCN stuft den Hornsittich seit dem Jahr 2009 als gefährdet (vulnerable) ein. Von 2000 bis 2008 wurde er als stark gefährdet (endangered) geführt. Bei erneuten Zählungen des Institut Agronomique néo-Calédonien (IAC) in den Jahren 2003 bis 2006 stellte man jedoch eine Population von mehr als 2500 geschlechtsreifen Individuen fest, darunter etwa 720 Paare. Da die Gesamtpopulation aber rückläufig ist, wahrscheinlich durch die Zerstörung des Lebensraumes, gilt die Art weiterhin als gefährdet. Auf dem Mont Panié ist der Hornsittich bereits lokal ausgestorben.
Die Gefährdung des Hornsittichs wird zum einen durch die Zerstörung seines Lebensraumes durch Abholzung verursacht, zum anderen durch eingeführte Hirsche, aber auch durch neu eingeführte Säugetiere wie Ratten, welche die Nester plündern.
Weniger gut dokumentiert ist die Gefährdung durch Fänge zur Haltung, sie scheint jedoch keine bedrohende Rolle zu spielen. Allerdings gibt es hin und wieder illegale Jagden auf diese Tiere.
Eine Untersuchung im Rahmen eines seit 1994 auch vom Fonds für bedrohte Papageien geförderten Projektes kommt 2010 zu etwas anderen Einschätzungen. Neben Waldzerstörung werden eingeführte Bienen und die Entnahme von Jungvögeln aus den Nestern sowie potentiell eingeführte Prädatoren als Gefährdungsursachen genannt. Die Population habe sich von geschätzten 617 Vögeln im Jahre 1993 auf
2.090 Vögel im Jahre 2009 positiv entwickelt, da die einheimische Bevölkerung als Schutzmaßnahme die Entnahme von Jungvögeln einstellte. Als weitere Maßnahme wird empfohlen, die potentielle Einschleppung von Ratten zu verhindern.

## Haltung
Der Hornsittich wird vergleichsweise selten gehalten, eine Nachzucht in Gefangenschaft gelang 1994 erstmals im Loro Parque auf Teneriffa. Der Zoo auf Teneriffa war auch am Projekt beteiligt, das eine signifikante Wende in der Populationsentwicklung bewirkte. Die Haltung spielte und spielt auch nach wie vor eine wichtige Rolle beim Erhalt der Art.